# Констанца д’Авалос Пикколомини
Констанца д’Авалос Пикколомини (итал. Costanza d'Avalos Piccolomini; 1501? — 1575) — итальянская поэтесса, кузина Виттории Колонна и подруга Джулии Гонзага. Сестра Альфонсо д’Авалоса.
Была ученицей Хуана де Вальдеса в Неаполе. Вышла замуж в 1517 году за Альфонсо Пикколомини, герцога Амальфи, из сиенской ветви разветвлённого рода Пикколомини, внучатого племянника папы Римского Пия III и правнука неаполитанского короля Фердинанда. Её муж был генерал-капитаном Сиены в 1528—1541 гг., но затем был от этой должности отстранён и последние годы жизни, вплоть до смерти в 1563 году, провёл практически в изгнании — в своём поместье на острове Низида близ Неаполя. Констанца жила там с младшими детьми Иньиго и Витторией и писала стихи. По примеру своей более известной кузины она провела последние годы своего вдовства в монастыре св. Клары в Неаполе.
Стихотворения Констанцы д’Авалос вошли в составленный Лодовико Доменики сборник «Различные стихотворения благороднейших и изощрённейших дам» (итал. Rime diverse di alcune Nobilissime, et Virtuosissime Donne; 1559). Помимо этого, она известна как адресат популярного письма Виттории Колонна, опубликованного в 1545 году и посвящённого сравнению жизненного пути Марии Магдалины и Екатерины Александрийской.